# Francisco do Rego Maia
Dom Francisco do Rego Maia  (Recife, 29 de setembro de 1849 — Roma, 4 de fevereiro de 1928) foi um bispo católico brasileiro. Ordenou-se presbítero no dia 4 de fevereiro de 1872, aos 22 anos de idade. Foi secretário de Dom Vital Maria Gonçalves de Oliveira, em Olinda, Pernambuco.

## Bispo de Niterói
Francisco do Rego Maia foi nomeado Bispo de Niterói (Rio de Janeiro) pelo Papa Leão XIII no dia 12 de setembro de 1893. Sua ordenação episcopal deu-se no dia 26 de novembro de 1893, pelas mãos do Dom Lucido Maria Parocchi, cardeal camerlengo e de Dom Antônio M. Grasselli, OMC. Tomou posse em 25 de fevereiro de 1894.

## Bispo do Pará

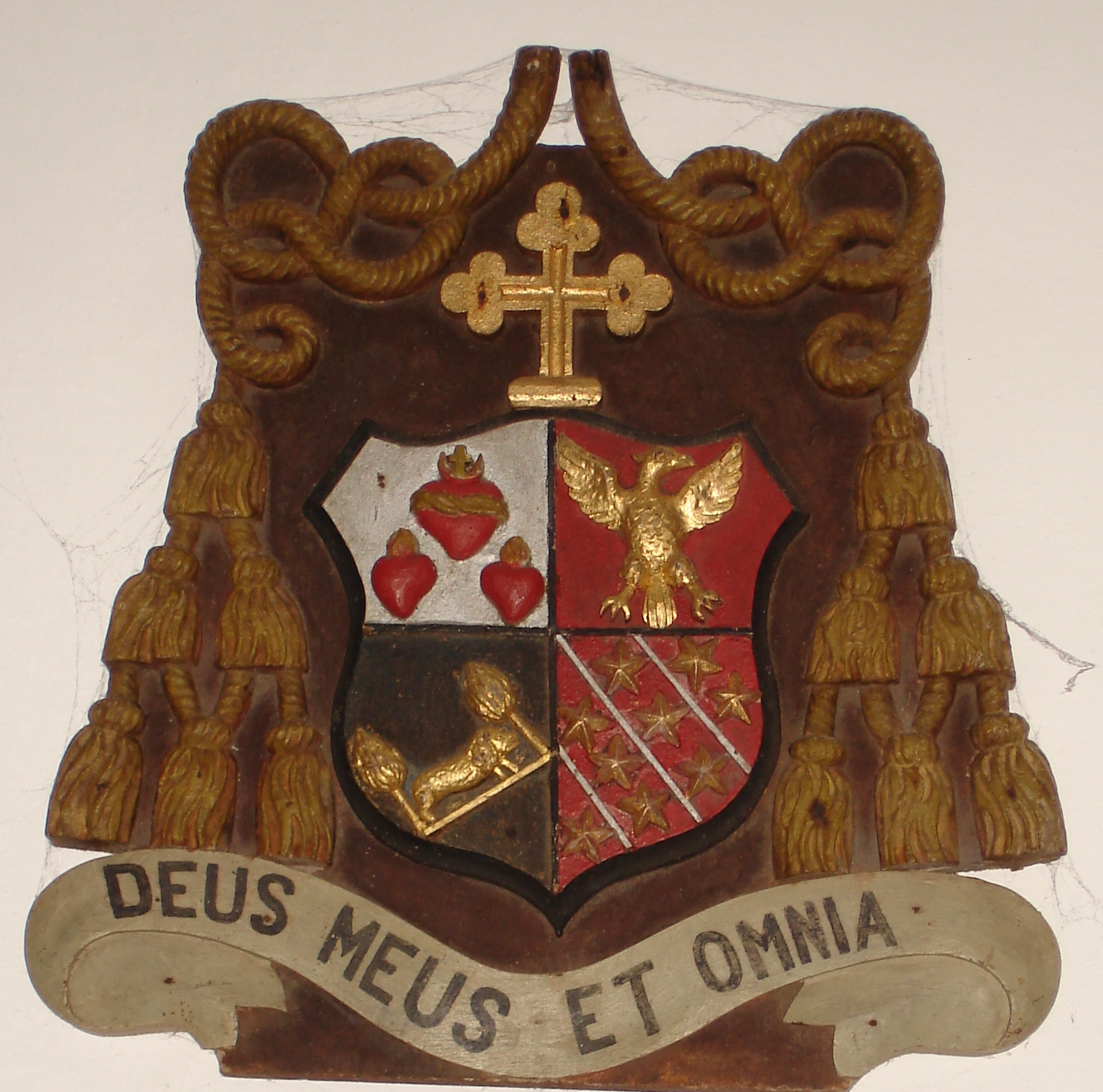
Brasão d'armas de Dom Francisco, esculpido em madeira, pertencente ao Colégio Santo Antônio, em Belém

Dom Francisco do Rego Maia foi nomeado Bispo de Belém do Pará pelo Papa Leão XIII no dia 5 de junho de 1901.
Tomou posse no dia 25 de março de 1902. Permaneceu em Belém do Pará somente por quatro anos. Durante seu governo, chegaram no Pará as seguintes congregações: Irmãs Dominicanas, Irmãos Maristas, Padres Barnabitas, Irmãs de Santa Catarina. Aprovou ainda a fundação da Congregação das Irmãs Terceiras Regulares Capuchinhas.
Solicitou à Santa Sé e conseguiu a criação da Prelazia de Santarém, em 1903, desmembrada do território da Diocese de Belém.
Renunciou no dia 3 de abril de 1906, recebeu o título pessoal de arcebispo e mudou-se para Roma, onde faleceu no dia 4 de fevereiro de 1928, aos 78 anos de idade.

## Ordenações episcopais
Dom Francisco foi o sagrante principal da ordenação episcopal de:
- Dom Geraldo Van Caloen, OSB

Dom Francisco foi cooficiante da ordenação episcopal de:
- Dom José Lourenço da Costa Aguiar
- Dom Luís Raimundo da Silva Brito
- Dom José Marcondes Homem de Melo
- Dom Santino Maria da Silva Coutinho
- Dom Frederico Benício de Sousa e Costa
- Dom Lúcio Antunes de Sousa
- Dom Sebastião Leme Cardeal da Silveira Cintra
- Dom Victor Arrién
- Dom Otaviano Pereira de Albuquerque
- Dom Próspero Maria Gustavo Bernardi, SM

## Sucessão
Dom Francisco do Rego Maia foi o 13 º bispo de Belém do Pará, sucedeu a Dom Antônio Manoel de Castilho Brandão e teve como sucessor Dom José Marcondes Homem de Melo.